# Bullock Hotel

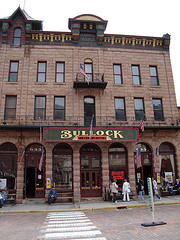
Bullock Hotel

Het Bullock Hotel is een hotel in Deadwood, South Dakota. Het bevindt zich op de hoek van Main Street en Wall Street.
In augustus 1876 trokken Seth Bullock en Solomon Star naar Deadwood, aangetrokken door de goudkoorts. Zij openden daar een (gereedschappen)winkel voor goudzoekers. Daarnaast ontplooiden ze allerlei andere zakelijke activiteiten en zo verdienden ze veel geld. De winkel brandde in 1894 af. Op dezelfde locatie werd vervolgens het Bullock Hotel gebouwd, een luxe hotel met drie verdiepingen, 64 luxe kamers, baden en stoombaden. Dit hotel bestaat nog steeds, intussen heeft het ook een casino dat 24 uur per dag open is.